# Трудная добыча
«Трудная добыча» (англ. Hard Bounty) — американский кинофильм 1995 года.

## Сюжет
Хозяйка борделя на Диком Западе, Донни, после убийства сестры стремится найти убийцу, чтобы отомстить за её смерть. В этом ей помогает её бойфренд, Мартин Кэннинг, бывший охотник за головами.

## В ролях
| Актёр               | Роль           |
| ------------------- | -------------- |
| Мэтт Маккой         | Мартин Кэннинг |
| Келли Леброк        | Донни          |
| Джон Терлески       | Карвер         |
| Кимберли Келли      | Глори          |
| Рошель Суонсон      | Джесс          |
| Фелисити Уотерман   | Рэйчел         |
| Джей Ричардсон      | Бартелл        |
| Росс Хаген          | шериф          |
| Джордж «Бак» Флауэр | Харпер         |